# Breakfast in America (canção)
"Breakfast in America" é uma música da banda de rock Supertramp, do homônimo álbum de 1979. Foi lançada como single em 1979.

## Background
Escrita por Rick Davies e Roger Hodgson, a canção é espirituosa. A letra começa com o pedido de Hodgson para "dar uma olhada em sua namorada". Fala em ir de avião (Jumbo) até os Estados Unidos, para "ver as garotas na Califórnia". O tom é intelectualmente leve, tendendo ao bom humor, apoiado por saxofone e piano. Notas de piano abrem e fecham a música, se tornando uma das marcas registradas do Supertramp.

## Faixas do Single
| N.º | Título                 | Duração |  |
| 1.  | "Breakfast in America" | 2:40    |  |
| 2.  | "Gone Hollywood"       | 5:14    |  |

## Recepção e Desempenho nos Charts
Diferente dos três outros singles de Breakfast in America, a música não chegou ao Top 40 nos Estados Unidos, mas alcançou o 9º lugar no Reino Unido. Na Billboard Hot 100 o single chegou ao 62º lugar, passando 8 semanas no chart.

## Outras versões
A música serviu de base para "Cupid's Chokehold", música do grupo Gym Class Heroes, lançada em 2005.  O músico brasileiro Emmerson Nogueira regravou a música em 2009.